# Urban Lorenz Kirnberger
Urban Lorenz Kirnberger (* 27. Februar 1819 in Neuötting am Inn; † 8. April 1892 in Freising) war ein deutscher Musikpädagoge, Organist und Komponist.

## Leben
Urban Lorenz Kirnberger wurde am 27. Februar 1819 als Sohn des Bäckers Joseph Kiernberger und seiner Frau Monica (geb. Stummer) in Neuötting am Inn geboren. Bei der Taufe stand der ledige Lebzelter Urban Laurenz Hillebrandt Pate.
Seinen ersten Unterricht in Orgel und Musiktheorie erhielt er beim Kapellorganisten Max Keller in Altötting. Er entschied sich für den Lehrerberuf und schloss 1837 seine Ausbildung am Schullehrerseminar in Freising ab. Nachdem er zehn Jahre als Volksschullehrer tätig gewesen war, wurde er im November 1847 als Musiklehrer und 2. Seminarlehrer nach Freising berufen. Als Chorallehrer war er auch am erzbischöflichen Klerikalseminar in Freising tätig.
Nach 42-jähriger Dienstzeit legte er 1889 beide Ämter zurück und verstarb nach längerem Leiden am 8. April 1892 in Freising.

## Werke
Zwei Orgelstücke wurden als Nr. 212 und Nr. 176 im Präludien-Buch von Karl Deigendesch (1909) publiziert. Ein weiteres Stück fand unter der Nr. 3 Aufnahme in die Sammlung „Orgelschatz“ (1915) von Johann Adolf Troppmann.
Alban Lipp (1866–1903), 1882–84 ein Schüler Kirnbergers, gab bei Anton Böhm & Sohn 28 Orgelstücke seines Lehrers heraus.
Im „Melodienstrauß für Streichquartett“, herausgegeben von Alban Lipp bei Anton Böhm & Sohn, finden sich folgende Werke:
Erinnerung an Tegernsee, Lustspiel-Ouverture, Impromptu, Komm zum Tanz, Menuett, Capriccio.
In der letzten Lieferung dieser Sammlung findet sich auch eine Komposition von Burger, die den Titel „Dem Andenken U. L. Kirnberger‘s“ trägt.